# メルクス
メルクス株式会社は、かつて東京都北区に本社を置いていた、野村財閥系の皮革製品の設計・製造・販売を手掛けるメーカーであった。旧社名は明治製革株式会社。本部は長野県飯田市にあった。
一般社団法人日本タンナーズ協会、日本靴卸団体連合会、東京皮革商工協同組合に所属していた。
現在、実質的な受け皿会社としてはメルセンに引き継いでいる。

## 沿革
- 1911年（明治44年）10月20日 - 明治製革株式会社設立。
- 1944年（昭和19年） - 長野県下伊那郡飯田町に戦時疎開。
- 1961年（昭和36年）10月 - 東京証券取引所2部上場。
- 1990年（平成02年）07月 - メルクス株式会社へ社名変更。
- 2011年（平成23年）06月29日 - 日本証券業協会フェニックス銘柄指定。同日、上場廃止。
- 2012年（平成24年）
  - 6月11日 - 東京地方裁判所に民事再生法の適用を申請[1]。
  - 7月12日 - フェニックス銘柄指定の取り消し[2]。
- 2013年（平成25年）01月 - 再生計画案の認可決定が確定。既存株式の100％減資を行った上で、卡森国際控股有限公司の100％子会社であるCARDINA INTERNATIONAL COMPANY LIMITEDに、新株200万株を発行し資本金を1億円とする[3][4]。
- 2015年（平成27年）
  - 3月03日 - 再生手続きの廃止決定を受ける[5]。
  - 3月31日 - 東京地方裁判所から破産手続開始決定を受ける[6]。
- 2017年（平成29年）05月11日 - 法人格消滅。